# MUST BE UKTV
『MUST BE UKTV』（マスト・ビー・UKTV）は、2018年からNHKのBS放送で放送しているポピュラー音楽の音楽番組である。
2018年にNHK BSプレミアムで放送を開始し、放送波の再編に伴い2023年12月からはNHK BSで放送されている。

## 概要
1970年代から1980年代の洋楽を扱う。NHK独自の映像ではなくイギリスのテレビ局が放送した音楽番組を中心に既存の映像を再編集して放映している。